# Половинка (Нижньосергинський район)
Полови́нка (рос. Половинка) — присілок у складі Нижньосергинського району Свердловської області. Входить до складу Нижньосергинського міського поселення.
Населення — 64 особи (2010, 84 у 2002).
Національний склад станом на 2002 рік: росіяни — 67 %.